# Brokopondo (dystrykt)
Brokopondo – dystrykt w środkowym Surinamie, którego ośrodkiem administracyjnym jest Brokopondo.
W 2012 roku liczba ludności dystryktu wynosiła 15 909, a powierzchnia 7364 km². Na terenie dystryktu Brokopondo znajduje się zbiornik retencyjny Brokopondo oraz kilka wodospadów. Duża część dystryktu pokryta jest lasami deszczowymi.

## Okręgi
Brokopondo podzielone jest na sześć okręgów (ressorten):
- Brownsweg
- Brokopondo
- Klaaskreek
- Kwakoegron
- Marshallkreek
- Sarakreek